# Mandelstein
Mandelstein är ett berg i Österrike.   Det ligger i förbundslandet Niederösterreich, i den nordöstra delen av landet, 130 km väster om huvudstaden Wien. Toppen på Mandelstein är 832 meter över havet, eller 53 meter över den omgivande terrängen. Bredden vid basen är 1,8 km.
Terrängen runt Mandelstein är kuperad söderut, men norrut är den platt. Runt Mandelstein är det ganska glesbefolkat, med 48 invånare per kvadratkilometer.. Närmaste större samhälle är Gmünd, 14,2 km öster om Mandelstein. 
I omgivningarna runt Mandelstein växer i huvudsak blandskog.